# Nevado del Tolima
Der Nevado del Tolima (5215 m, 5274 m, 5230 m), benannt nach dem gleichnamigen Departamento, ist neben dem Nevado del Ruiz und dem Nevado de Santa Isabel einer der drei großen Vulkane im kolumbianischen Nationalpark Parque Nacional Natural Los Nevados in der Zentralkordillere, auf dem Gebiet der Gemeinden Ibagué und Anzoátegui im Departamento Tolima gelegen.
1909 wurde die Höhe des Nevado del Tolima noch mit 5616 m angegeben. Aktuelle Werte liegen etwas über 5200 m, das Global Volcanism Program der Smithonian Institution gibt 5215 m an, eine private GPS Messung hat damit übereinstimmend 5230 m ergeben. Es liegt in der Natur der Sache, dass sich die Höhe bei vergletscherten Vulkanen ändern kann.
Der Gipfelbereich ist aufgrund seiner Höhe mit ewigem Schnee bedeckt. Die Fläche der Eis- und Schneekappe betrug 2011 2,328 km². Auch der Gletscher des Nevado del Tolima ist von der gegenwärtigen Gletscherschmelze betroffen. Im Jahr 2022 betrug seine Fläche noch 0,49 km².
Mit seiner gleichmäßigen Kegelform ist der Nevado del Tolima ein beliebtes Ziel von Alpinisten. Der Normalweg führt von der Südseite auf den Gipfel.
Eine sehr frühe, nachgewiesene Besteigung des Gipfels fand am 2. Januar 1940 durch Horst Martin und Rudolf Meinhold statt.